# Der Kaiser und das Wäschermädel
Der Kaiser und das Wäschermädel ist ein österreichischer Spielfilm von Ernst Neubach aus dem Jahr 1957. Er lief auch unter dem Titel So küßt man nur in Wien.

## Handlung
Wien im Jahr 1910: Der erfolglose Maler Hans Herrlinger liebt die junge Franzi Stiglmeier, die in einem Konfektionshaus als Laufmädchen arbeitet. Sie bringt die neuen Kleider zu den Kundinnen, die jedoch nur selten zahlen. Stattdessen erhält Franzi nur Heiratsanträge und Küsse von den Herren, obwohl sie bereits dem Oberlehrer von Schwan versprochen ist. Franzis Chef, der Konfektionär Ludwig Springbrunn, ist über sein Personal verzweifelt, denn selbst Kassiererin Thusnelda, die hin und wieder als Modell der altmodischen Kleider herhalten muss, zeigt wenig Freude an der Arbeit. Kurze Zeit später steht Springbrunns Laden vor dem Aus, zumal Springbrunn selbst regelmäßig seine Belegschaft entlässt, um sie später wieder einzustellen.
Eines Tages fasst sich Hans ein Herz und gesteht Franzi seine Liebe. Sie weist ihn ab, doch bringt Hans sie wenig später dazu, in einem Café mit ihm zu tanzen. Auch Franzis Tante Rosa, die als Waschfrau für das Kaiserhaus arbeitet, und Franzis Verlobter von Schwan sind anwesend und sehen schließlich, wie Hans Franzi nach einem schwungvollen Tanz küsst. Rosa ist entsetzt und sieht die Ehre ihrer Nichte in Gefahr. Sie weiß nicht, wer Hans ist, und zeigt ihn bei der Polizei und schließlich bei verschiedenen Ministerien an. Als niemand ihre Beschwerde bearbeitet, schreibt sie an den Kaiser Franz Joseph I. persönlich einen Brief, den sie in einem frischgeplätteten kaiserlichen Nachthemd versteckt. Hier findet ihn ein Hausdiener, der den Brief der gesamten Belegschaft vorliest. Darin schwärmt Rosa, die ursprünglich aus Berlin stammt, von der Schönheit der Nichte und dem Verbrechen des Kusses. Der Inhalt des Briefes, der auch für viel Gelächter sorgt, verbreitet sich bald in ganz Wien. Kurz darauf will jeder in Springbrunns Laden nur noch von Franzi bedient werden. Die weiß nichts von dem Brief und dem Aufruhr, hat sich jedoch erneut mit Hans getroffen, als sie gerade einige Hüte zu Kundinnen bringen wollte. Hans war vom altbackenen Stil der Modelle entsetzt und gestaltete sie modern um. Die Hüte wurden sofort verkauft. Aufgrund des plötzlichen Andrangs im Geschäft ernennt Springbrunn Franzi zur ersten Verkäuferin. Sie setzt durch, dass Hans als kreativer Kopf des Geschäfts eingestellt wird und der bringt den Laden auf Vorderman. Nach einer Umdekoration folgt eine neue Kollektion, die in ihren gewagten Schnitten die 1930er- bis 1950er-Jahre vorwegnimmt und für Aufregung in Wien sorgt. Die Nachfrage nach einem Rendezvous mit Franzi ist ungebrochen und Portier Anton verspricht jedem Verehrer ein Treffen mit der unbekannten Schönen. Bald hat er Dutzende Visitenkarten erhalten, Trinkgelder kassiert und steckt in einer Zwickmühle. Kurzerhand engagiert er sämtliche Mannequins des Modehauses, die sich als Franzi Stiglmeier ausgeben.
Das Modehaus von Ludwig Springbrunn, der sich nun Louis Lafontaine nennt, floriert und Franzi hat als neuernannte Prokuristin des Hauses viel zu tun. Neben den Abrechnungen und Bestellungen muss sie regelmäßig mit wichtigen Kunden oder Zulieferern speisen, um Preise zu verhandeln und Kontakte zu knüpfen. Ihre Beziehung zu Hans leidet darunter, bis er genug hat. Er trennt sich von ihr, da sie die Arbeit vor ihre Beziehung gestellt hat. Franzis Liebschaften, in Wirklichkeit jedoch die ihrer zahlreichen Stellvertreterinnen, füllen bald die Klatschspalten der Zeitungen und werden zum Stadtgespräch. Der Ruf des Modehauses leidet darunter, zumal sich die Konservativen der Stadt gegen Franzi stellen. In einem Café hört Hans, wie Franzi an einem Männerstammtisch beleidigt wird. Er geht zu den Männern, beginnt eine Schlägerei und ohrfeigt einen der Herrn – Erzherzog Max persönlich. Hans wird verhaftet und soll als Münchner nun wegen Majestätsbeleidigung nach Deutschland abgeschoben werden. Franzi ist verzweifelt. Sie durchschaut schließlich das Spiel, das Anton auf ihre Kosten gespielt hat. Eines der Mannequins war als Franzi stets mit dem Erzherzog selbst zusammen und vermittelt ihr eine Audienz bei ihm. Franzi bittet um eine Begnadigung von Hans. Der Erzherzog lässt sich erweichen, zumal auch der Kaiser selbst inzwischen von den zahlreichen Doppelgängern erfahren hat. Auf höchsten Befehl müssen alle Franzi-Doppelgänger ihre so gefundenen Liebhaber in einer Massentrauung heiraten, um Franzis Ruf wiederherzustellen. Franzi selbst landet ebenfalls vor dem Traualtar: Sie heiratet ihren Hans, während ihre Tante Rosa in Ludwig Springbrunn einen Mann fürs Leben gefunden hat.

## Produktion
Der Kaiser und das Wäschermädel entstand als musikalisches Lustspiel. Neben zahlreichen operettenhaften Melodien sind auch die Kilima Hawaiians mit dem Titel Auf einer Südseeinsel zu hören. Die Filmkostüme schufen Leo Bei und Margarethe Volters, die Filmbauten stammen von Leo Metzenbauer. Hans May schrieb für diesen Film seine letzte Originalkomposition. Der Film erlebte am 20. Dezember 1957 im Luxor in Karlsruhe seine Filmpremiere.

## Kritik
Für den film-dienst war Der Kaiser und das Wäschermädel ein „operettenhafter, krampfhaft ausgelassener Lustspielfilm“.